# Chris Bart-Williams
Chris Bart-Williams (Freetown, 16 giugno 1974 – Miami, 24 luglio 2023) è stato un calciatore e allenatore di calcio inglese con cittadinanza sierraleonese, di ruolo centrocampista.

## Carriera

### Club
Ha giocato nella prima e nella seconda divisione inglese.

### Nazionale
Ha partecipato ai Mondiali Under-20 del 1991 ed a quelli del 1993 (questi ultimi conclusi con un terzo posto).

## Palmarès

### Club

#### Competizioni nazionali
- Campionato inglese di seconda divisione: 1

Nottingham Forest: 1997-1998
- Supercoppa di Cipro: 1

APOEL: 2004